# Дусмухаметов В'ячеслав Зарликанович
В'ячеслав Зарликанович Дусмухаме́тов (нар. 27 квітня 1978, с. Чернігово Агаповського району Челябінської області) — російський сценарист, продюсер та пропагандист.

## Біографія
2001 року В'ячеслав Дусмухаметов закінчив Челябінську державну медичну академію, а 2002 року — інтернатуру на кафедрі госпітальної терапії і сімейної медицини. Під час навчання грав у КВК, був автором у команді «Уездный город». З 2004 до 2005 року працював на телеканалі «Рен-ТВ», а з 2005 — на СТС, був автором перших сезонів «6 кадрів» і «Татусевих доньок».
Є автором та продюсером комедійного серіалу «Інтерни», продюсером серіалу «Універ», продюсером комедійного шоу «Comedy Woman».

## Фільмографія

### Продюсер
1. 2008—2010 — Універ
2. 2010 — Інтерни

### Сценарист
1. 2005 — Фірмова історія[2]
2. 2005 — Туристи
3. 2005—2006 — Студенти
4. 2007—2010 — Татусеві доньки
5. 2008 — Я лікую
6. 2009 — Наша Russia. Яйця долі